# Palau-sator
Palau-sator est une commune de la province de Gérone, en Catalogne, en Espagne, de la comarque de Baix Empordà

## Lieux et monuments

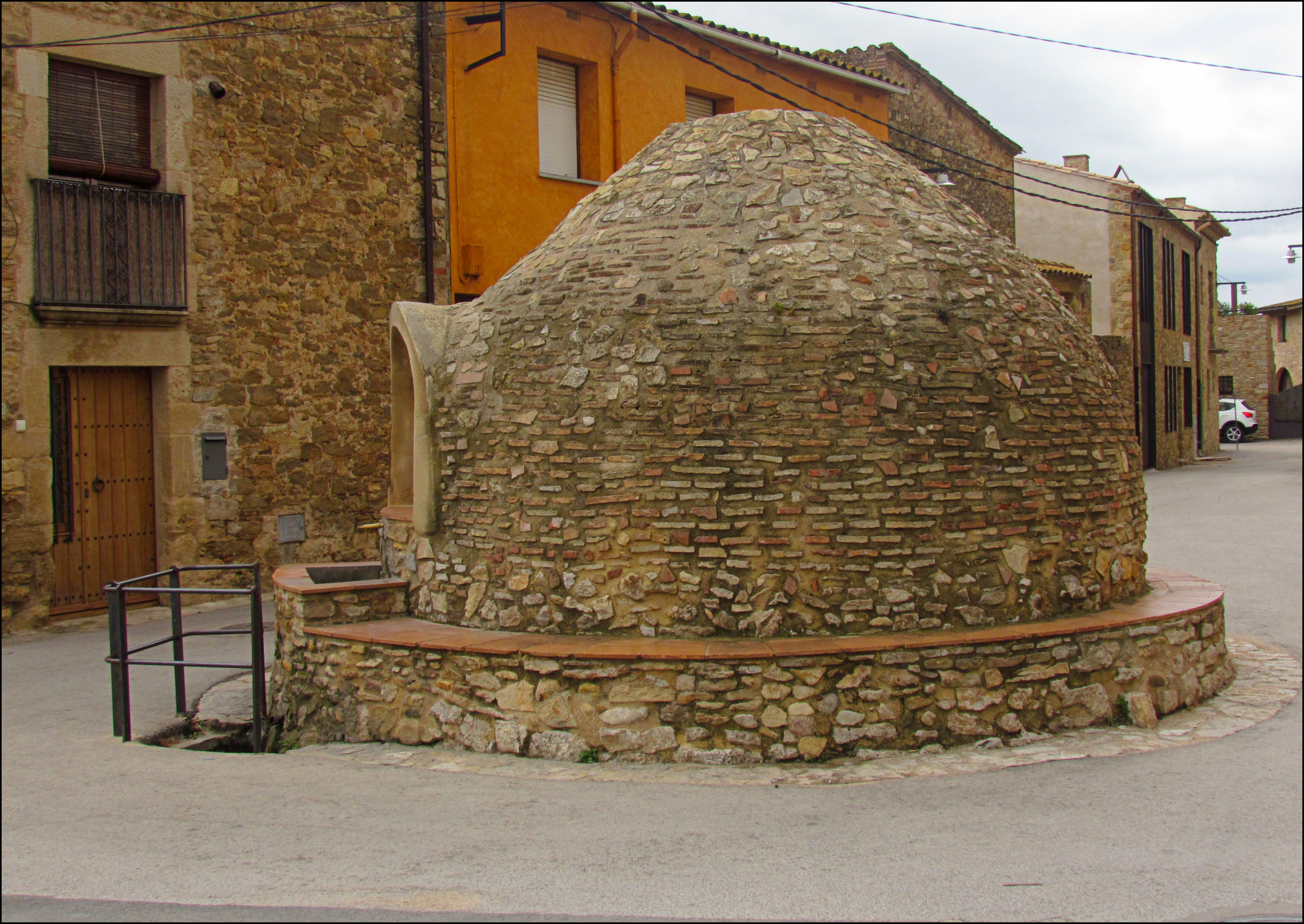
Un puits sur une placette du village.